# Поцілунок (Аєц)
«Поцілунок» (італ. Il bacio) — картина італійського художника Франческо Аєца, написана у 1859 році в стилі італійського романтизму.
Гаєс написав також три копії цієї картини, дві з яких перебувають у приватних колекціях. Третя копія, де жінка одягнена в білу сукню, була написана у 1861 році для родини Муліус (Mylius); 12 листопада 2008 року вона була продана з аукціону Сотбі у Лондоні за 780 450 фунтів стерлінгів.
Гаєс вважав «Поцілунок» однією зі своїх найважливіших робіт. У ній він прагнув поєднати такі риси італійського романтизму, як натуралізм і пильна уважність до чуттєвого кохання, з ідеалом Рісорджименто — патріотизмом. Пара, що цілується, є алюзією на Ромео і Джульєтту Шекспіра, а також на Ренцо і Лючію з роману Алессандро Мандзоні «Заручені». Крім того, в персонажах картини Гаєс прагнув показати зародження італійської нації. Так він об'єднує в одному сюжеті кохання особисте з любов'ю до батьківщини.
Одяг героїв та архітектура свідчать про те, що сцена відбувається в Середні віки, проте абсолютно нова іконографія картини та її патріотичний дух переконують глядача в її сучасності. Кольори, використані художником натякають на Пломб'єрський пакт між Італією і Францією, що ознаменував народження італійської нації.
Картина була вперше представлена публіці на виставці в Академії Брера у вересні 1859 року, через три місяці після прибуття в Мілан Віктора Еммануїла II і Наполеона III — командувачів франко-сардинської армії, яка нещодавно розбила австрійські війська в битві під Сольферіно.